# CISL FP
La CISL FP è una Federazione Nazionale appartenente alla Confederazione Sindacale CISL. Dopo la prima fusione, avvenuta nel 1999, tra il sindacato dei Servizi e degli Enti Locali e della Federazione degli operatori della Sanità, nel luglio 2000, con la fusione tra FIST e FPI, nasce la CISL FPS che assumerà, al congresso del maggio 2013, la denominazione CISL FP (Funzione Pubblica).
Tra i sindacati storicamente più rappresentativi dei lavoratori dei servizi pubblici, rappresenta e tutela a livello nazionale gli operatori dei diversi settori della Pubblica Amministrazione e dei Pubblici Servizi. Dall'attività dei settori seguiti da questa federazione dipende in gran parte l'efficienza di tutti i servizi al cittadino ed alle imprese, il cui insieme costituisce il complesso sistema del welfare nazionale, regionale e locale.
Alla CISL FP aderiscono i lavoratori iscritti alla CISL dei settori Sanità ed assistenza pubblica e privata, Ministeri, Agenzie fiscali, Comuni, Province e Regioni, Polizie locali, Enti pubblici non economici, Terzo settore, enti privatizzati.
La CISL FP, inoltre, è affiliata alla Epsu-Fsesp, la Federazione Europea dei Sindacati dei Servizi Pubblici che rappresenta verso le istituzioni comunitarie e le organizzazioni datoriali europee, nonché nei rapporti con la Confederazione europea dei sindacati (CES) di cui la Cisl è membro, le istanze di oltre 8 milioni di lavoratori pubblici, iscritti a organizzazioni sindacali di tutti i Paesi dell’UE e di diversi Stati limitrofi.

## Comparti contrattuali seguiti
- Presidenza del Consiglio dei ministri[4]
- Agenzie fiscali[5]
- Ministeri[6]
- Enti pubblici non economici[7]
- Regioni[8]
- Autonomie Locali[8]
- Sanità Pubblica[9]
- Sanità Privata[10]
- Terzo settore[11]
- Dirigenza della P.A.[12]
- Enti Privatizzati[13]

## Iscritti
La Cisl FP rappresenta sul territorio nazionale 292.732 iscritti ed è tra le organizzazioni sindacali più rappresentative d'Italia tra le lavoratrici e i lavoratori dei servizi pubblici. 
Alle elezioni delle rappresentanze sindacali unitarie, tenutesi il 5-6-7 aprile 2022 con l'obiettivo di costituire gli organismi di rappresentanza sindacale delle lavoratrici e dei lavoratori in tutti i luoghi di lavoro pubblici del Paese, la Cisl Fp Nazionale ha lanciato la campagna "Il nostro momento è adesso!" e, dopo numerose iniziative nazionali e territoriali, si è confermata il sindacato più rappresentativo del comparto Funzioni Centrali; è divenuto in sindacato più rappresentativo nella Sanità Pubblica ed è il secondo sindacato più rappresentativo d'Italia tra le lavoratrici e i lavoratori degli Enti Locali. Il dato è stato certificato dall'Aran.

## Organi direttivi
Al V° Congresso nazionale straordinario, tenutosi a Milano il 18 e 19 ottobre 2017, Maurizio Petriccioli è stato eletto Segretario Generale della Cisl Fp. Completavano la Segreteria nazionale: Luigi Caracausi, Franco Berardi, Marianna Ferruzzi e Angelo Marinelli. 
Al VI° Congresso nazionale, tenutosi a Napoli, presso la Mostra d'Oltremare, il 15, 16 e 17 marzo 2022, il Segretario Generale Maurizio Petriccioli è stato rieletto dal Consiglio Generale per un secondo mandato e hanno completato la segreteria nazionale i segretari Franco Berardi, Marianna Ferruzzi e Angelo Marinelli.
Al Consiglio Generale di Federazione, il 28 ottobre 2022 è stato eletto nella Segreteria Nazionale, Roberto Chierchia, già Segretario Generale della Cisl Fp del Lazio.
Il 19 settembre 2023, durante i lavori del Consiglio Generale di Federazione, Marianna Ferruzzi conclude il suo incarico nella segreteria nazionale della Cisl Fp e, contestualmente, viene eletta Chiara Severino come componente di segreteria.
Il 5 ottobre 2023, nella suggestiva sede della Fondazione Giorgio Cini sull'Isola di San Giorgio a Venezia, la Cisl Fp Nazionale ha organizzato la propria assemblea organizzativa nazionale di Federazione, dal titolo “Organizzare per Crescere. Le idee di oggi per la CISL FP di domani”.
Il 9 gennaio 2025, dopo l'uscita dalla segreteria di Franco Berardi, il Consiglio Generale di Federazione ha eletto Diego Truffa come nuovo componente della segreteria nazionale. 
Al VII° Congresso nazionale, tenutosi a Firenze il 9 e 10 aprile 2025, Maurizio Petriccioli è stato confermato Segretario Generale della Cisl Fp. Angelo Marinelli è stato eletto Segretario Generale Aggiunto. Completavano la Segreteria nazionale: Diego Truffa e Chiara Severino.
Il 20 giugno 2025, a seguito delle dimissioni del segretario generale CISL FP, Maurizio Petriccioli, viene convocato il Consiglio Generale per rieleggere la segreteria nazionale. Durante i lavori, Roberto Chierchia viene eletto Segretario Generale, Angelo Marinelli è eletto Segretario Generale Aggiunto e completano la Segreteria Nazionale Diego Truffa e Sonia Uccellatori.